# José Enrique Díaz Arozamena
José Enrique Díaz Arozamena (Cádiz, España, 25 de enero de 1935 - Cádiz, España, 17 de enero de 2007). Sobrino de Joaquín Arozamena Postigo.

## Formación
Se formó como Perito industrial, siendo número 1 de la promoción de 1959 de la Escuela de Cádiz. Fue catedrático de Ingeniería Mecánica en la Escuela Superior de Ingeniería de la Universidad de Cádiz desde 1969 a 2005 y catedrático de Mecánica y Resistencia de Materiales en la Escuela Oficial de Náutica de Cádiz desde 1968 a 1983. Compaginó su labor docente con la profesional hasta la promulgación de la Ley de Incompatibilidad del año 1983, llegando a ser Jefe de la Oficina de Proyectos del Departamento de Material Ferroviario y Grúas de la Factoría de Cádiz de Astilleros Españoles y Jefe de Estudios del Departamento de Mantenimiento de la Factoría de Puerto Real de Astilleros Españoles.

## Cargos académicos
Entre otros cargos, en la Universidad de Cádiz desempeñó los siguientes: Director de la Escuela Superior de Ingeniería de la Universidad de Cádiz (1990-1999), Subdirector de la Escuela Universitaria de Ingeniería Técnica Industrial de Cádiz (1973-1990), y Director del Departamento de Ingeniería Mecánica y Diseño Industrial de la Universidad de Cádiz (2001-2004).

## Actividad extra-académica
Fuera de la Universidad, fue Vicedecano del Colegio Oficial de Peritos e Ingenieros Técnicos Industriales de Cádiz desde 1995 hasta 2007. Asimismo, fue nombrado en 1998 Vocal-Consejero del Consejo de Administración de la Autoridad Portuaria de la Bahía de Cádiz.